# Gniewoszówka
Gniewoszówka – część wsi Sieniawa w Polsce, położona w województwie podkarpackim, w powiecie krośnieńskim, w gminie Rymanów.
Na początku XX wieku na łące „Gniewoszówce” istniał zakład kąpielowy w Rymanowie.
W latach 1975–1998 Gniewoszówka administracyjnie należała do województwa krośnieńskiego.
23 stycznia 1995 w Gniewoszówce wypadkowi drogowemu uległ autokar wiozący drużynę hokejową STS „Autosan” Sanok. W wyniku zdarzenia zginęły trzy osoby, w tym hokeista Piotr Milan. Zdarzenie upamiętnia krzyż przydrożny.